# Rowland Louis Johnston
Rowland Louis Johnston (* 23. April 1872 in Louisiana, Pike County, Missouri; † 22. September 1939 in Rolla, Missouri) war ein US-amerikanischer Politiker. Zwischen 1929 und 1931 vertrat er den Bundesstaat Missouri im US-Repräsentantenhaus.

## Werdegang
Rowland Johnston besuchte die öffentlichen Schulen seiner Heimat. Nach einem anschließenden Jurastudium und seiner 1894 erfolgten Zulassung als Rechtsanwalt begann er in St. Louis in diesem Beruf zu arbeiten. Gleichzeitig schlug er als Mitglied der Republikanischen Partei eine politische Laufbahn ein. Zwischen 1892 und 1896 saß er als Abgeordneter im Repräsentantenhaus von Missouri. Während des Spanisch-Amerikanischen Krieges von 1898 war Johnston als Rekrutierungsoffizier tätig. Außerdem gehörte er der Staatsmiliz an. Zwischen 1904 und 1908 amtierte er als Staatsanwalt in St. Louis. Im Jahr 1908 war er Delegierter zur Republican National Convention in Chicago, auf der William Howard Taft als Präsidentschaftskandidat nominiert wurde. Von 1920 bis 1926 arbeitete Johnston als Anwalt für die Stadt St. Louis. Seit 1926 lebte er in Rolla, wo er weiterhin als Rechtsanwalt praktizierte.
Bei den Kongresswahlen des Jahres 1928 wurde Johnston im 16. Wahlbezirk von Missouri in das US-Repräsentantenhaus in Washington, D.C. gewählt, wo er am 4. März 1929 die Nachfolge des zwischenzeitlich verstorbenen Thomas L. Rubey antrat. Da er im Jahr 1930 dem Demokraten William Edward Barton unterlag, konnte er bis zum 3. März 1931 nur eine Legislaturperiode im Kongress absolvieren. Nach seinem Ausscheiden aus dem US-Repräsentantenhaus war Rowland Johnston wieder als Anwalt in Rolla tätig, wo er am 22. September 1939 verstarb.